# Gunnar Ekman
Nils Gunnar Ekman (Bromma, Suecia, 18 de junio de 1943) es un corredor de media distancia sueco. 
Alcanzó las semifinales del Atletismo en los 1500 metros masculino de los Juegos Olímpicos de Múnich de 1972. 

## Atletismo
| Top 10 de Gunnar Ekman  | Top 10 de Gunnar Ekman                               | Top 10 de Gunnar Ekman | Top 10 de Gunnar Ekman | Top 10 de Gunnar Ekman | Top 10 de Gunnar Ekman |
| Fecha                   | Competencia                                          | Conde.                 | Resultado              | Evento                 | Lugar                  |
| ----------------------- | ---------------------------------------------------- | ---------------------- | ---------------------- | ---------------------- | ---------------------- |
| 9 de septiembre de 1972 | Los XX Juegos Olímpicos, Olympiastadion, München     | Alemania               | 3:39.44                | 1500 metros            | 5to.                   |
| 25 de julio de 1973     | Estocolmo                                            | Suecia                 | 3:39.61                | 1500 metros            | 3er.                   |
| 17 de agosto de 1974    | Helsinki vFIN, Helsinki                              | Finlandia              | 3:40,2 horas           | 1500 metros            | 3er.                   |
| 5 de julio de 1972      | Estocolmo DN Galan, Estocolmo                        | Alemania               | 3:57,7 horas           | Milla                  | 4to.                   |
| 8 de septiembre de 1972 | Los XX Juegos Olímpicos, Olympiastadion, München     | Alemania               | 3:40.40                | 1500 metros            | 3er.                   |
| 2 de agosto de 1975     | Estocolmo SWEvFIN, Estocolmo                         | Suecia                 | 3:40,4 horas           | 1500 metros            | 4to.                   |
| 8 de septiembre de 1974 | Campeonato de Europa de Roma, Estadio Olímpico, Roma | Italia                 | 3:42,5 horas           | 1500 metros            | 10mo.                  |
| 6 de septiembre de 1974 | Campeonato de Europa de Roma, Estadio Olímpico, Roma | Italia                 | 3:43,2 horas           | 1500 metros            | 3er.                   |
| 6 de julio de 1971      | Estocolmo DN Galan, Estocolmo                        | Suecia                 | 1:51,4 h               | 800 metros             | 2do.                   |
| 2 de julio de 1969      | Estocolmo DN Galan, Estocolmo                        | Suecia                 | 1:52,0 horas           | 800 metros             | 3er.                   |